# Le Long Labeur du temps
Le Long Labeur du temps (titre original : The Long Result) est un roman de science-fiction de l'écrivain britannique John Brunner, paru en 1965.